# Рибій Діна Юрівна
Рибій Діна Юріївна (нар. 27 лютого 1941, м. Полонне) — українська педагогиня і письменниця, заслужений працівник освіти України.

## Біографія
Рибій Діна Юріївна народилася 27 лютого 1941 року в м. Полонне Хмельницької області. Закінчила Київський педагогічний інститут. Працювала вихователькою в дитячому садку «Дружба» фабрики «Вторресурси». З 1971—1999 рр. інспектор-методист райвідділу освіти дошкільного виховання.

## Літературна діяльність
Літературною діяльністю почала займатись у 2002 році. Друкувалась у колективних збірниках: «Полонь» (2007, 2016), «Лелеки літа» (2008), «Виноградне гроно» (2009), «У серці моєму Хмельниччина рідна» (2013), місцевій газеті «Новий шлях». Учасник літературно-мистецької вітальні «Полонь».

## Звання
- Відмінник народної освіти (1976)
- Заслужений працівник освіти України (1992)[2]